# Basse-Pointe
Basse-Pointe – miasto na Martynice (departament zamorski Francji). Według danych szacunkowych na rok 2008 liczy 3943 mieszkańców. Leży nad Oceanem Atlantyckim na północnych wybrzeżach wyspy. W 1913 roku urodził się tu poeta i polityk Aimé Césaire.
W okolicach Basse-Pointe znajdują się liczne plantacje bananów i ananasów. 